# Games
Games és un thriller estatunidenc de 1967 dirigit per Curtis Harrington amb Simone Signoret.

## Argument
Paul Montgomery i Jennifer Montgomery són una parella de col·leccionistes d'art avorrits de la rutina de la vida. Decideixen convidar una venedora de cosmètics per participar en els seus "jocs", que tenen a veure amb el sexe i la mort.

## Repartiment
- Simone Signoret: Lisa
- James Caan: Paul Montgomery
- Kent Smith: Harry Gordon
- Don Stroud: Norman
- George Furth: Terry, el convidat a la festa
- Ian Wolfe: Dr. Edwards
- Estelle Winwood: Miss Beattie
- Katharine Ross: Jennifer Montgomery

## Premis i nominacions

### Nominacions
- 1969. BAFTA a la millor actriu secundària per Simone Signoret